# Rubredoksin—NAD+ reduktaza
Rubredoksin—NAD+ reduktaza (EC 1.18.1.1, rubredoksinska reduktaza, rubredoksin-nikotinamid adenin dinukleotidna reduktaza, dihidronikotinamid adenin dinukleotid-rubredoksinska reduktaza, redukovani nikotinamid adenin dinukleotid-rubredoksinska reduktaza, NADH-rubredoksinska reduktaza, rubredoksin-NAD reduktaza, NADH: rubredoksinska oksidoreduktaza, -rubredoksinska reduktaza, -rubredoksinska oksidoreduktaza) je enzim sa sistematskim imenom rubredoksin:NAD+ oksidoreduktaza. Ovaj enzim katalizuje sledeću hemijsku reakciju
2 redukovani rubredoksin + + + + {\displaystyle \rightleftharpoons } 2 oksidovani rubredoksin + NADH
Za rad ovog enzima je neophodan FAD. Enzim iz Clostridium acetobutilicum redukuje rubredoksin, fericijanid i dihlorofenolindofenol.

## Literatura
- Nicholas C. Price; Lewis Stevens (1999). Fundamentals of Enzymology: The Cell and Molecular Biology of Catalytic Proteins (Third изд.). USA: Oxford University Press. ISBN 019850229X.
- Eric J. Toone (2006). Advances in Enzymology and Related Areas of Molecular Biology, Protein Evolution (Volume 75 изд.). Wiley-Interscience. ISBN 0471205036.
- Branden C; Tooze J. Introduction to Protein Structure. New York, NY: Garland Publishing. ISBN 0-8153-2305-0.
- Irwin H. Segel. Enzyme Kinetics: Behavior and Analysis of Rapid Equilibrium and Steady-State Enzyme Systems (Book 44 изд.). Wiley Classics Library. ISBN 0471303097.

## Spoljašnje veze
- Rubredoxin—NAD+reductase на 